# Wroughtonia truncata
Wroughtonia truncata är en stekelart som beskrevs av Gupta och Sharma 1976. Wroughtonia truncata ingår i släktet Wroughtonia och familjen bracksteklar. Inga underarter finns listade i Catalogue of Life.